# 胡底
胡底（1905年—1935年），原名胡百昌，又名胡北风，化名胡马等，安徽舒城人，中国共产党早期著名谍报人员、中国电影明星。
1925年胡在北京中国大学求学期间加入中国共产党。1926年同钱壮飞等人合拍中国第一部黑白武侠故事片《燕山侠隐》，1927年遭张作霖通缉，改名胡北风，南下避难上海。到上海后，加入昆仑电影制片厂，作为男主角出演《盘丝洞》《昆仑大盗》等武侠电影，被誉为“东方范明克”。

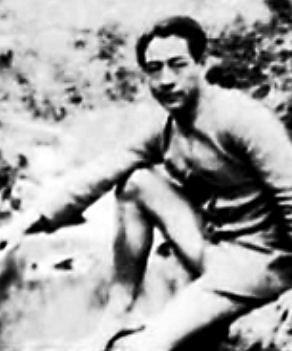
胡底1929年打入南京的特务机构，1930年下半年出任国民党特务机关在北方的分支机构天津长城通讯社社长。

1929年，胡与李克农结识，恢复了与共产党组织的联系，并介绍钱壮飞与李见面。后钱受中共中央特科委派，赴南京打入徐恩曾组建的中国国民党特务组织中央组织部党务调查科。胡底为免暴露身份，前往南京隐居于钱家。
1930年，受钱壮飞委托，在南京丹凤街开设“民智通讯社”，明裡为国民党服务，暗里作为共产党的联络据点。当年年底，又被派往天津开设“长江通讯社”，为共产党在天津打开了工作局面。当时，中共中央决定将打入国民党内部卧底的李克农、钱壮飞、胡底三人组成党小组，后周恩来称誉他们为“龙潭三杰”。
1931年4月，中共重要领导人顾顺章叛变，钱壮飞为营救中共在上海的组织而暴露身份。胡底与李克农等人被迫转移去中央苏区。在苏区期间，胡底与钱壮飞等人一方面负责政治保卫工作，一方面又组建了八一剧团。胡底创作并出演了一批作品，为鼓舞士气起到了良好效果。1932年底，胡底出任中华苏维埃共和国政治保卫局执行部审讯科长。
1934年，参加长征。1935年6月12日，红一方面军和红四方面军在四川懋功会师。会师后红军重组领导体系，胡底随同朱德等人跟随张国焘率领的红四方面军活动。8月，张国焘另立党中央，带领红四方面军南下，与红一方面军脱离。胡底反对张国焘的分裂活动，于9月被张国焘派人勒死。
1945年中共七大决定追认为革命烈士。